# 남과 여 (2016년 영화)
"남과 여"는 2016년에 개봉한 대한민국의 영화이다.

## 캐스팅
- 전도연 : 상민 역
- 공유 : 기홍 역
- 박병은 : 안재석 역
- 이미소 : 문주 역
- 백상희 : 수현 역
- 노강민 : 종화 역
- 강지우 : 유림 역
- 정선경 : 상희 역
- 전익령 : 효선 역
- 윤세아 : 세나 역
- 민무제 : 세나 남자친구 역
- 박민지 : 하정 역
- 김혜옥 : 문주 모 역
- 김영선 : 도우미 아줌마 역
- 정순원 : 한 실장 역
- 강신철 : 기홍 친구 역
- 이지훈 : 기홍 친구 역
- 이문정 : 연회장 관계자 역
- 허형규 : 공사현장 허팀장 역
- 카티 오우티넨 : 택시 드라이버 역 (특별출연)
- 김재혁 : 재석 TV프로사회자 역